# ديفيد أوبنهايم (لاعب بوكر)
ديفيد أوبنهايم (بالإنجليزية: David Oppenheim)‏ هو لاعب بوكر أمريكي، ولد في 7 مارس 1982 في كالاباساس في الولايات المتحدة.

## وصلات خارجية
- ديفيد أوبنهايم على موقع IMDb (الإنجليزية)